# میدان خان
میدان خان مربوط به افشار است و در بافق، بخش مرکزی، جنب امامزاده عبدالله، میدان خان واقع شده و این اثر در تاریخ ۱۵ دی ۱۳۸۷ با شمارهٔ ثبت ۲۴۳۶۷ به‌عنوان یکی از آثار ملی ایران به ثبت رسیده است.